# 漆生站
漆生站（日语：／ Urushio eki */?）是位於福岡縣嘉穗郡稻築町（現時：嘉麻市）漆生，日本國有鐵道（國鐵）漆生線的鐵路車站（廢站）。
長久以來，此站是漆生線的終點站。後來由於計劃建設油須原線，於1966年（昭和41年）才再次延伸至下山田站（設施上名為嘉穗信號場），使此站才變為中途站。可是大部分列車只前駛至此站，下山田方向的列車在開通3年後才有4個往返班次，在廢線前只有3個往返班次。

## 歷史
- 1913年（大正2年）8月20日：此站啟用[1]。當時此站只處理貨物[1][4]。
- 1920年（大正9年）5月10日：開設客運業務[1][4]。
- 1923年（大正12年）5月21日：此站至（貨）稻築站之間的貨物支線開通[1][4]。
- 1966年（昭和41年）3月10日：此站至嘉穗信號場（ - 下山田站）之間開通。
- 1968年（昭和43年）11月1日：此站至（貨）稻築之間的貨物支線被廢除[1][4]。
- 1974年（昭和49年）3月5日：成為業務委託車站[5][6]。
- 1986年（昭和61年）4月1日：隨著漆生線全線廢除，此站也被廢除[1][4]。

## 車站構造
此站為地面車站，設有1面2線的島式月台（靠近站舍一方的月台不可前往下鴨生方向）、側線和木造站舍。此站為業務委託車站。站舍與月台之間設有站內平交道連接。而上述提及的側線在廢除煤礦運送業務後仍然保留下來。

## 車站周邊
- 舊三井礦山漆生煤礦
- 國道211號（日语：国道211号）

## 相鄰車站
日本國有鐵道（國鐵）
漆生線
鴨生－漆生－才田
漆生線貨物支線（1968年廢除）
漆生－（貨）稻築

## 注腳
1. 1 2 3 4 5 6 7 8  石野哲 (编).  初版. JTB. 1998-10-01: 802. ISBN 978-4-533-02980-6 （日语）.
2. ↑  《国鉄監修 交通公社の時刻表》 1969年9月
3. ↑  《国鉄監修 交通公社の時刻表》 1983年6月
4. 1 2 3 4 5  . 旧国鉄・JR鉄道線廃止停車場一覧. 1996-08: 86-87 （日语）.
5. ↑  . 交通新聞 (交通協力会). 1974-02-21: 1 （日语）.
6. ↑  . 交通新聞 (交通協力会). 1974-03-05: 1 （日语）.

## 相關項目
- 日本鐵路車站列表 U